# 中和駅 (台湾鉄路管理局)
中和駅（ちゅうわえき）は、かつて台湾台北県中和市（現在の新北市中和区）にあった台湾鉄路管理局中和線の駅（廃駅）である。

## 駅構造
- 広大なヤードを持つ貨物専用駅であったが、駅舎近くに旅客上屋付きの島式ホーム1面2線と貨物用の単式ホームを持っていた[2]。待合室もあった[1]。

## 利用状況
- 既に廃止されている。
- 廃止された新店線の石炭輸送の代替の為に開設された。[1]
- 貨物専用駅であったが、少数の貸切列車（北港や新港への媽祖参拝等）が発着した事があった。[3]
- 廃止直前は簡易駅で、板橋駅管理であった。[1]
- 廃止後の用地地下は台北捷運中和線の南勢角駅[4]と中和機廠[5]として利用されている。
- 中和機廠の上に台鉄が22階建てのビルを建てる開発計画がある。[5]

## 駅周辺
- 中和国中
- 興南国小

## 歴史
- 1965年3月5日 - 中和線が開通した。[1]
- 1965年3月25日 - 新店線が廃線となり、本駅は三等駅として開業した。[1]
- 1980年1月16日 - 簡易駅となり、板橋駅管理となった。[1]
- 1990年9月23日 - 中和線の廃線に伴い廃止となった。[1]
- 1995年2月17日 - 駅施設などの撤去が終了し、台北市政府捷運工程局南区工程処による工事が開始された。[6]
- 1998年12月24日 - 南勢角駅と中和機廠が開業した。[7]

## 隣の駅
台湾鉄路管理局
中和線（廃止）
板橋駅 - 中和駅